# Lermoyez-Syndrom
Beim Lermoyez-Syndrom (nach Marcel Lermoyez, 1858–1929) handelt es sich um ein seltenes Krankheitsbild des Innenohres mit anfallsartigem Charakter. Von einigen Autoren wird es als eine Sonderform der Menièreschen Erkrankung und nicht als eigenständige Erkrankung angesehen.

## Symptome
Die Symptomatik ähnelt der des Morbus Menière. Die Patienten leiden während des Anfalls unter Drehschwindel, teilweise mit Tinnitus. Eine bereits bestehende Schwerhörigkeit bessert sich jedoch im akuten Anfall. Lermoyez beschrieb 1919 Menière-Patienten, bei denen die typische Symptomatik in sogenannter umgekehrter Reihenfolge auftrat: Ohrgeräusche und Hörverlust traten vor den Gleichgewichtserscheinungen auf. Die anfängliche Hörminderung verstärkt sich, bis starker Schwindel einsetzt. In kurzer Zeit erholt sich dann das Gehör jedoch.

## Ursache

Menschliches Innenohr mit Gleichgewichtsorgan (links) und Hörschnecke (rechts)

Die genaue Ursache der Erkrankung ist nicht bekannt. Das Innenohr besteht zum einen aus dem Gleichgewichtsorgan, zum anderen aus der Hörschnecke. In beiden Strukturen gibt es zwei voneinander durch dünne Membranen getrennte Räume. Der eine Raum ist mit kaliumarmer (Perilymphe), der andere mit kaliumreicher Flüssigkeit (Endolymphe) gefüllt. Es wird für das Lermoyez-Syndrom wie für Morbus Menière vermutet, dass sich im akuten Anfall diese beiden Flüssigkeiten vermischen können. Dadurch wird dann sowohl das Hörvermögen als auch das Gleichgewicht beeinflusst.
Daneben werden aber auch noch andere Ursachen wie Allergien oder Störungen der Wirbelsäule mit Beeinflussung der Nerven des Sympathischen Nervensystems diskutiert.

## Diagnostik
Das Lermoyez-Syndrom wird klinisch und nach Ausschluss anderer Ursachen diagnostiziert. Es sind bisher Einzelfälle von Patienten veröffentlicht.
In der Ohrmikroskopie zeigt sich ein normaler Befund des Gehörgangs und des Trommelfells. Auch die Untersuchungen des Mittelohres zeigen keine Pathologien.
Durch ein Tonaudiogramm kann eine Hörstörung festgestellt werden. Im akuten Anfall zeigt sich wegen der Funktionsstörung des Gleichgewichtsorgans eine abnorme Augenbewegung (Nystagmus). Durch eine Computertomographie können anatomische Missbildungen des Innenohres festgestellt werden. Eine Magnetresonanztomographie (Kernspintomographie) schließt Veränderungen am Hör- und Gleichgewichtsnerv aus. In einer Prüfung des Gleichgewichts durch Ohrspülungen mit kaltem und warmem Wasser kann die Funktion des Gleichgewichtsorgans genauer geprüft werden. Im akuten Anfall ist diese Untersuchung schwierig zu realisieren.

## Therapie
Eine spezifische Therapie ist zurzeit nicht bekannt. Bei starkem Schwindel mit Übelkeit und Erbrechen behandelt man symptomatisch. z. B. wird Betahistin über längere Zeit verabreicht, um den Schwindel zu unterdrücken. Stehen die Schwindelanfälle im Vordergrund bei schlechtem Hörvermögen, kann das Gleichgewichtsorgan mit Medikamenten (Gentamicin) oder der Gleichgewichtsnerv durch eine Operation ausgeschaltet werden.
Es werden auch Therapieversuche mit Antihistaminika beschrieben.